# Polák chocholačka

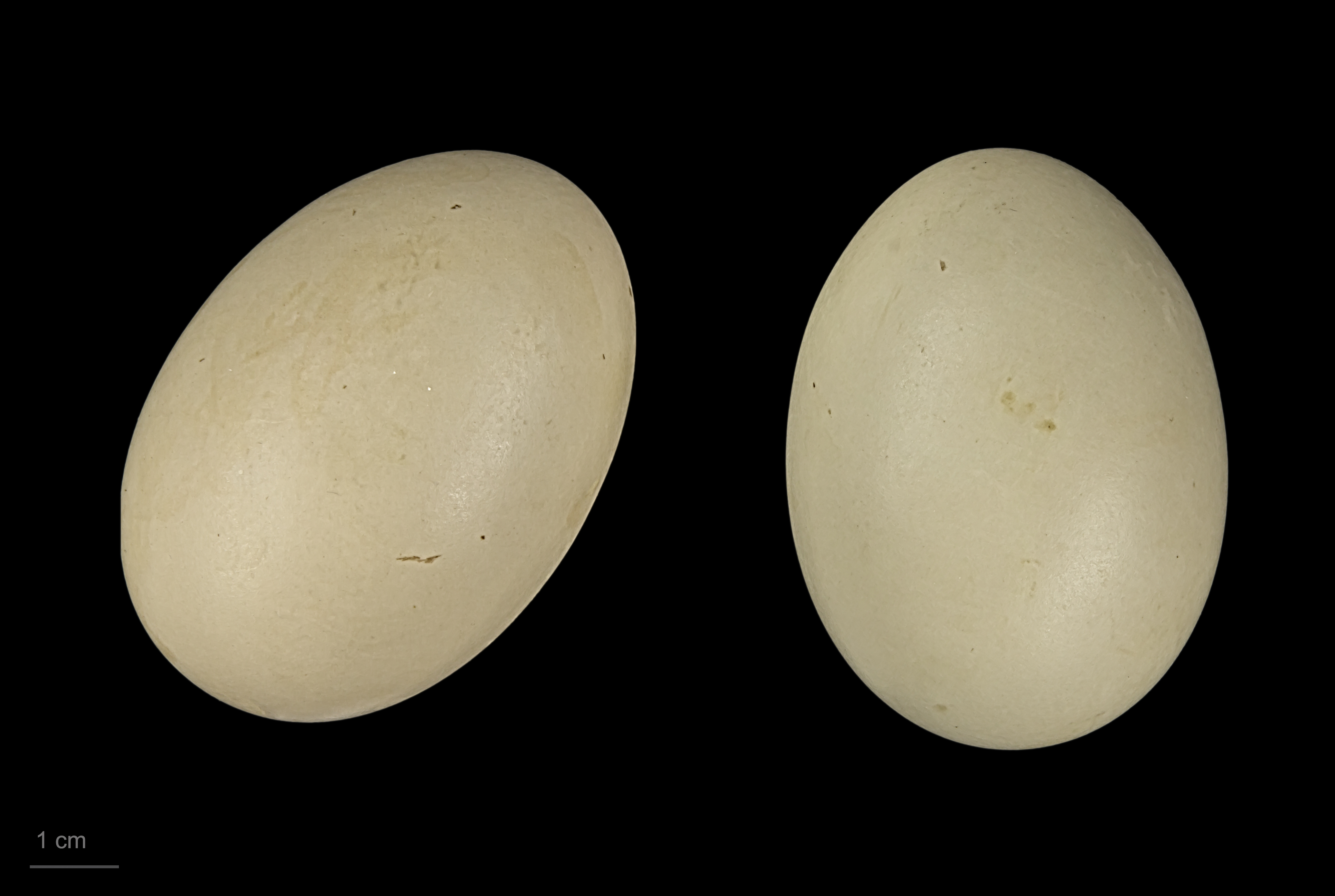
Aythya fuligula

Polák chocholačka (Aythya fuligula) je středně velký vrubozobý pták z čeledi kachnovití, rozšířený v Evropě a Asii.

## Popis
- Délka těla: 40–47 cm
- Rozpětí křídel: 72 cm
- Hmotnost: 500–1400 g

Polák chocholačka je o něco menší než kachna divoká. Má poměrně dlouhé tělo, kulatou hlavu a plochý a dlouhý zobák. Samec je svým charakteristickým zbarvením ve svatebním šatě naprosto nezaměnitelný. Je leskle černý s bílými boky, modrošedým zobákem s černým koncem a charakteristickou chocholkou, díky které získal druh i svůj název. V prostém šatě, který má od léta do podzimu, je matně černý s šedohnědými boky. Samice je tmavě hnědá, boky má o něco světlejší a velice obtížně ji můžeme rozeznat od samic jiných druhů poláků.

## Chování
Polák chocholačka preferuje rybníky, jezera, řeky a mořské břehy s dostatečně hustým porostem, v zimě se často objevuje na parkových jezírcích. Během jara a léta žije obvykle samostatně, na konci podzimu a na zimu se však obvykle sdružuje do větších hejn. Je částečně tažný, v Česku se vyskytuje celoročně.
Stejně jako ostatní poláci se umí i tento polák výborně potápět i do více než 5 metrových hloubek, kde požírá drobné měkkýše, vodní hmyz a občas i některé vodní rostliny.
Hnízdí od května do srpna. Pozoruhodný tok, při kterém se pár vzájemně dvoří a potápí, probíhá ve vodě. Do dobře ukrytého hnízda samice klade 3 až 20 olivově zelených vajec, na kterých sedí 23 až 28 dní. Mláďata se plně osamostatňují po 45 až 50 dnech života.

## Výskyt a početnost v Česku
V České republice je polák chocholačka stále hojnou potápivou kachnou, ačkoli se její stavy pomalu snižují především díky úbytku jejího přirozeného biomu a masivnímu znečistění vod.